# 대서초등학교 (경기)
대서초등학교는 대한민국 경기도 이천시에 있는 공립 초등학교이다.

## 학교 연혁
- 1946년 9월 1일 장호원공립국민학교 대서분교장 개교
- 1954년 4월 13일 대서국민학교로 승격
- 1994년 3월 1일 월포국민학교 통폐합

## 참고 자료
- 대서초등학교 - 한국교육학술정보원 학교알리미